# Magdalénienkulturen

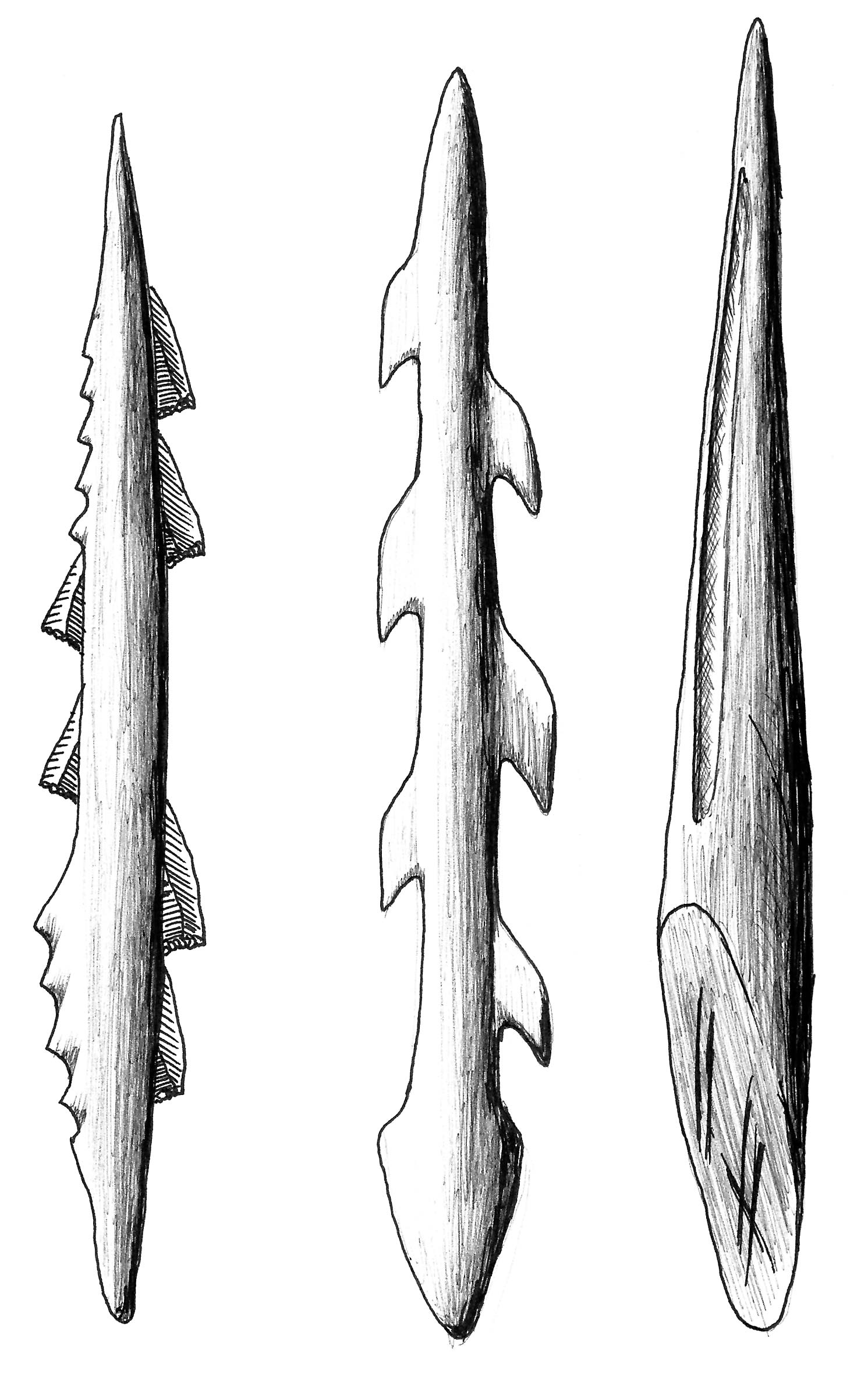
Benvapen från Magdalénienkulturen

Magdalénienkulturen (uppkallad efter grottan La Madeleine i Dordogne i sydvästra Frankrike, bara några kilometer norr om Cro-Magnon) är det sista stadiet av de paleolitiska kulturerna i västra och centrala Europa. Den förekom främst mellan cirka 20000–15000 f.Kr., men varade på vissa platser fram till omkring 8300 f.Kr. Många av grottmålningarna i Frankrike och Spanien har tillskrivits Magdalénienkulturen. Grottkonsten (cirka 120 fyndorter) nådde en höjdpunkt bl.a. i Altamira och Lascaux. Mindre konstföremål framställdes av ben, horn, elfenben och sten (ristningar och skulpturer). Vid slutet av magdalénien utslocknar konsten.
Magdalénienepoken, tiden mellan ca 15000 och 10000 f.Kr., markerar slutet på istidens livsform. Denna epok är teknologiskt sett den rikaste och märkligaste man känner från jägarfolkens stenålder. Detta gäller inte minst om vi jämför med delivs mycket yngre fångskulturer. De uppfinningar som gjordes under eller omedelbart före den aktuella tidrymden, och som vi nu får överväldigande vittnesmål om, var både talrika och epokgörande. Några av dem bidrog till att revolutionera fångstmetoderna och därmed skapa betingelser för folkökning. I första han bör fyra sådana redskapstyper nämnas. 
- Kastträ som fungerade som en förlängd arm och kraftigt ökade den distans man kunde kasta spjutet.
- Harpunen som gjordes av ben med hullingar
- Ljustret i dess olika former
- Pilbågen

Med denna utrustning blev det möjligt att utnyttja tillgångarna i floder och sjöar på ett helt annat sätt, och pilbågen bidrog starkt till att ändra jakttekniken, så att det blev lättare att överleva. Det tillkom också andra, kanske mindre påtagliga framsteg, till exempel utvecklades synålen genom att sylen fick ett öga.
Arvet från magdalénienepoken kan vi ana i eskimåernas kastträ, harpun och ljuster i vårt eget århundrade.